# Zé Ramalho ao Vivo
Zé Ramalho ao Vivo é o primeiro álbum ao vivo do cantor brasileiro Zé Ramalho, lançado em 2005.

## Faixas
| N.º | Título                                                | Música                                          | Duração |  |
| 1.  | "A dança das borboletas"                              | Zé Ramalho, Alceu Valença                       | 7:01    |  |
| 2.  | "Táxi-lunar"                                          | Zé Ramalho, Alceu Valença, Geraldo Azevedo      | 3:57    |  |
| 3.  | "Banquete de signos"                                  | Zé Ramalho                                      | 3:03    |  |
| 4.  | "Canção agalopada"                                    | Zé Ramalho                                      | 4:55    |  |
| 5.  | "Eternas ondas"                                       | Zé Ramalho                                      | 4:21    |  |
| 6.  | "Avôhai"                                              | Zé Ramalho                                      | 5:37    |  |
| 7.  | "Vila do Sossego"                                     | Zé Ramalho                                      | 4:12    |  |
| 8.  | "Chão de giz"                                         | Zé Ramalho                                      | 4:59    |  |
| 9.  | "Garoto de Aluguel (Taxi Boy)"                        | Zé Ramalho                                      | 4:56    |  |
| 10. | "Admirável Gado Novo"                                 | Zé Ramalho                                      | 5:56    |  |
| 11. | "Batendo na Porta do Céu (Knockin' on heaven's door)" | Bob Dylan, versão por Zé Ramalho                | 3:57    |  |
| 12. | "Sinônimos"                                           | César Augusto, Paulo Sérgio Valle, Cláudio Noam | 6:29    |  |
| 13. | "Entre a Serpente e a Estrela (Amarillo by morning)"  | Aldir Blanc, Terry Sttaford, P. Fraser          | 3:43    |  |
| 14. | "Mistério da meia-noite"                              | Zé Ramalho                                      | 3:36    |  |
| 15. | "Frevo Mulher"                                        | Zé Ramalho                                      | 5:10    |  |
| 16. | "Corações Animais" (Faixa bônus)                      | Luciana Browne, Vinícius, Fátima Leão           | 4:16    |  |

## Músicos
- Zé Ramalho - Voz, violão, arranjos
- Chico Guedes – Baixo elétrico
- Sandro Moreno - Bateria, cajón
- Zé Gomes - Percussão
- Marcos Amma - Percussão
- Dodõ de Moraes - Teclados
- Toti Cavalcanti - Instrumentos de sopro
- Rick Ferreira - Guitarras, violão, steel guitar